# Halictonomia ambrensis
Halictonomia ambrensis är en biart som först beskrevs av Raymond Benoist 1962.  Halictonomia ambrensis ingår i släktet Halictonomia och familjen vägbin. Inga underarter finns listade i Catalogue of Life.